# 2022 dans les chemins de fer
| Années des chemins de fer : 2019 - 2020 - 2021 - 2022 - 2023 - 2024 - 2025    |
| Décennies des chemins de fer : 1990 - 2000 - 2010 - 2020 - 2030 - 2040 - 2050 |

## Évènements
- 26 octobre : mise en service du tram-train de la Baie de Cadix.

## Transports en commun en France
- 13 janvier :
  - prolongement de la Ligne 4 du Métro de Paris de Mairie de Montrouge à Bagneux - Lucie Aubrac[1],[2]
  - présentation des études et du plan d'exécution du tronçon nord de la ligne 3 du métro de Séville
- 31 mai : prolongement de la Ligne 12 du métro de Paris de Front populaire à Mairie d'Aubervilliers[3],[4].
- 6 juillet : Ouverture de la Ligne 13 du tramway d'Île-de-France entre Saint-Germain-en-Laye et Saint-Cyr[5].
- Été : Transfert des rames MP 89 CC de la Ligne 4 sur la Ligne 6 du métro de Paris[6].
- 12 septembre : Remplacement des MP 89 CC de la Ligne 4 du métro de Paris par des MP 05 et début de son automatisation[7].
- Début de la réforme des MP 73 de la Ligne 6 du métro de Paris.
- 20 septembre : mise en service de la ligne B du métro de Rennes.

## Transports en commun dans le monde

### Nouvelles lignes et nouveaux réseaux de transport en commun inaugurés en 2022
De nouveaux réseaux de transport en commun sont entrés en service en 2022 :
- Métro
  - Métro de Dacca (Bangladesh) : Ligne 6 Uttara North – Agargaon (11.7 km)
  - Métro de Nantong (Chine) : Ligne 1 Pingchao - Zhenxing Lu (39,2 km)

- Métro léger
  - Métro de Huangshi (Chine) : Huangshi Avenue – Garden Expo (26,9 km)
  - Métro de Cochabamba (Bolivie) : Red Line Estación Central San Antonio – Est. Municipal Agronomía (5,5 km)

- Métro express régional
  - RER de Taizhou (Chine) : Taizhou Railway Station – Partie sud de la ville (52,4 km)
  - RER de Jinhua (Chine) : Jinyi Line Jinhua Railway Station – Qintang (58,4 km)

Dans les réseaux de transport en commun existants les nouvelles lignes suivantes ont été inaugurées  en 2022 : 
- Métro 
  - Métro de Calcutta (Inde) : Ligne 3 Taratala – Joka (6,5 km)
  - Métro de Nanning (Chine) : Ligne 7 Mufuxilu – Xianxinlu  (12,6 km)
  - Métro de Shenzhen (Chine) : Ligne 16 Universiade – Tianxin (29,2 km)
  - Métro de Qingdao (Chine) : Ligne 4 Hall of the People – Dahedong (30,7 km)
  - Métro de Shenzhen (Chine) : Ligne 12 Zuopaotai East – Waterlands Resort East  (40,5 km)
  - Métro de Milan (Italie) : M4 Linate Aeroporto – Dateo (5,3 km)
  - Métro de Tianjin (Chine) : Ligne 10 Yutai – Yudongcheng (21 km)
  - Métro de Shenzhen (Chine) : Ligne 14 Gangxia North – Shatia (50,3 km)
  - Métro d'Ahmedabad (Inde) : Red Line APMC – Motera Stadium  (18,8 km)
  - Métro de Zhengzhou (Chine) : Ligne 6 Jiayu – Changzhuang (17 km)
  - Métro de Rennes (France) : Ligne B Saint-Jacques - Gaîté – Cesson-Viasilva (13 km)
  - Métro de Fuzhou (Chine) : Ligne 6 Pandun – Wanshou (31,3 km)
  - Métro de Kunming (Chine) : Ligne 5 World Horti-Expo Garden – Baofen (26,5 km)
  - Métro de Changsha (Chine) : Ligne 6 Xiejiaqiao – Huanghua Airport T1&T2 (48,1 km)
  - Métro de Kuala Lumpur (Sri Lanka) : Putrajaya Line (Kwasa Damansara) – Sungai Buloh – Kampung Batu (12,3 km)
  - Métro de Séoul (Corée du Sud) : Sillim Line Saetgang – Gwanaksan (8,1 km)
  - Métro de Fuzhou (Chine) : Ligne 5 Ancient Luozhou Town – Jingxi Houy (22,4 km)
  - Métro de Mumbai (Inde) : Ligne 2A/7 Dhanukarwadi – Dahisar East – Aare (18,4 km)
  - Métro de Pune (Inde) : Vanaz – Garware College (5 km) & Pimpri – Phugewadi (5,8 km)
  - Métro de Hangzhou (Chine) : Ligne 3 Chaowang Road – Xingqiao  (21 km)
  - Métro de Hangzhou (Chine) : Ligne 10 Yisheng Road – Cuibai Road  (12 km)
  - Métro de Chongqing (Chine) : Ligne 9 Gaotanyan – Xingkedadao  (31,5 km)

- Métro léger
  - Métro léger de Los Angeles (Etats-Unis) : K Line Expo/Crenshaw – Westchester/Veteran (9,7 km)s
  - Métro léger de Paris (France) : T13 St-Cyr – St-Germain-en-Laye (18.8 km)

- Métro express
  - Le Caire (Égypte) :  Capital Train Adly Mansour - Arts & Culture City (65,5 km)
  - Londres (Royaume-Uni) : Elizabeth Line Paddington – Abbey Wood  (22,5 km)
  - Guangzhou (Chine) : Ligne 22 Panyu Square – Chentougang  (18,2 km)

- Tramway
  - Tramway de Bahía de Cádiz (Espagne) : TramBahía Cádiz – Chiclana Pelagatos
  - Tramway d'Odense (Danemark) : T1 Tarup Center – Hjallese Station
  - Tramway de Tempe (Phoenix, États-Unis) : Marina Heights/Rio Salado – Dorsey/Apache

### Prolongements de lignes existants
Les lignes suivantes ont été prolongées en 2022 (entre parenthèses kilométres de voie ajoutées) :
- Lignes de métro :
  - Pékin (Chine) : Ligne 16 Yuyuantan Park East Gate – Yushuzhuang (14,3 km)
  - Wuhan (Chine) : Ligne 7 Garden Expo North – Hengdian  (21,1 km)
  - Wuhan - Ligne 16 Zhoujiahe – Hannan General Airport  (4,2 km)
  - Xi’an (Chine) : Ligne 6 Northwestern Polytechnical University - Fangzhicheng (19,5 km)
  - Foshan (Chine) : Ligne 3 Zhen’an – Shunde College Railway Station (40,7 km)
  - Nankin (Chine) : Ligne 1 Maigaoqiao – Baguazhoudaqiaonan (6,5 km)
  - Hefei (Chine) : Ligne 5 Wanghucheng West – Jiqiao Road  (15,5 km)
  - Ningbo (Chine) : Ligne 2 Congyuan Road – Honglian (2,9 km)
  - Shenzhen (Chine) : Ligne 6B Guangming – SIAT  (6,4 km)
  - Shenzhen : Ligne 11 Futian – Gangxia North  (1,2 km)
  - Dalian (Chine) : Ligne 2 Xinzhaizi – Dalian North Railway Station  (12,2 km)
  - Hangzhou (Chine) : Ligne 3 West Wenyi Road – Wushanqiancun  (5 km)
  - Hangzhou (Chine) : Ligne 3 Chaowang Road – West Wenyi Road / Shima (31 km)
  - Hangzhou : Ligne 7 Citizen Center – Wushan Square (6 km)
  - Hangzhou : Ligne 9 Coach Center – Guanyintang  (12 km)
  - Hangzhou : Ligne 4 Pengbu – Chihua Street (26 km)
  - Hangzhou : Ligne 10 Xueyuan Road – Huanglong Sports Center (1,5 km)
  - Hangzhou : Ligne 19 West Railway Station – Yongsheng Road (55 km)
  - Hangzhou : Ligne 10 Cuibai Road – Xueyuan Road (? km)
  - Chongqing (Chine) : Ligne 4 Tangjiatuo – Huangling  (32,8 km)
  - Canton (Chine) : Ligne 7 Guangzhou South Railway Station - Meidi Dadao (13,4 km)
  - Shaoxing (Chine) : Ligne 1 China Textile City – Fangquan (26,8 km)
  - Bakou (Azerbaïdjan) : Purple Line Avtovagzal – Xocasan (2,3 km)
  - Helsinki (Finlande) : Matinkylä – Kivenlahti (7 km)
  - Washington DC (Etats-Unis) : Silver Line Wiehle/Reston East – Ashburn (17,9 km)
  - Singapour : TEL Caldecott – Gardens by the Bay (13,2 km)
  - Athènes (Grèce) : Ligne 3 Nikaia – Dimotiko Theatro (3,6 km)
  - Le Caire (Egypte) : Ligne 3 Attaba – Kit Kat (4 km)
  - Istanbul (Turquie) : M4 Tavsantepe – Sabiha Gökcen Havalimani (7.4 km)  (7,4 km)
  - Varsovie (Pologne) : Ligne 2 Trocka – Bródno (3,9 km)
  - Cochin (Inde) : Petta – SN Junction (2 km)
  - Calcutta (Inde) : Ligne 2 Phoolbagan – Sealdah (2,1 km)
  - Ahmedabad (Inde) : Blue Line Apparel Park – Thaltej (12 km)
  - Nagpur (Inde) : Aqua Line Sitabuldi – Prajapati Nagar & Orange Line Kasturchand Park – Automotive Square (? km)
  - Delhi (Inde) : Green Line Punjabi Bagh West station
  - Madras (Inde) : Blue Line Wimco Nagar – Wimco Nagar Depot (0,5 km)
  - Varsovie (Pologne)] : Ligne 2 Ksiecia Janusza – Bemowo (2,1 km)
  - Almaty (Kazakhstan) : Moskva – Bauyrzhan Momyshuly  (3,1 km)
  - Séoul (Corée du Sud) : Shinbundang Line Gangnam – Sinsa (2,2 km)
  - Séoul : Ligne 4 Danggogae – Jinjeop  (14,2 km)
  - Paris (France) : M4 Mairie de Montrouge – Bagneux - Lucie Aubrac (1,8 km)
  - Paris : Ligne 12 Front Populaire – Mairie d'Aubervilliers (2,8 km)

- Lignes de métro léger : 
  - Shenzhen (Chine) : Pingshan Skyshuttle Pingshan HSR Station - BYD North  (8 km)
  - Guangzhou/Foshan (Chine) : Nanhai New Transit Sanshanxinchengbei – Linyuedong  (4,9 km)
  - Boston (États-Unis) :  Green Line (E) Lechmere – Medford/Tufts (5,2 km)
  - Boston : Lechmere – Union Square (1,7  km)

- Lignes de métro express :
  - Jinhua (Chine) : Yidong Line Lingyun – Sports Center  (48,7 km)
  - Nanjing (Chine) : Ligne S8 Taishanxincun – Changjiangdaqiaobei   (2 km)
  - Chongqing (Chine) : Jiangtiao Line Tiaodeng – Shengquansi   (28,2 km)
  - Zhengzhou (Chine) : Chengjiao Line Xinzheng Int’l Airport – Zhengzhou Hangkonggang Railway Station  (9 km)
  - Hong Kong (Chine) : East Rail Hung Hom – Admiralty  (4,6 km)
  - Gaziantep (Turquie) : Gaziray Baspinar – Taslica (24 km)
  - Perth (Australie) : Bayswater – High Wycombe (6,5 km)
  - Londres (Royaume-Uni) : Overground Barking – Barking Riverside (4,5 km)

- Lignes de tramway :
  - Jiaxing (Chine) : T1 Jiaxing Railway Station – East Zhongshan Rd/Anle Rd
  - Jiaxing (Chine) : Fanggong Rd./Binhe Rd. – Jiaxing Railway Station (0,6 km)
  - Birmingham (Royaume-Uni) : Library/Centenary Sq – Edgbaston Village (1,1 km)
  - Bursa (Turquie) : T2 Kent Meydani – Terminal  (8,2 km)

### Nombre de kilomètres de voie ajoutés en 2022
| Pays          | Métro léger | Métro | RER   | Tramway | Total  |
| ------------- | ----------- | ----- | ----- | ------- | ------ |
| Afrique       |             | 4     | 65,5  | 17,5    | 87     |
| Égypte        |             | 4     | 65,5  |         | 69,5   |
| Ile Maurice   |             |       |       | 10,5    | 10,5   |
| Maroc         |             |       |       | 7       | 7      |
| Amérique      | 35,3        | 17,9  |       | 4,8     | 58     |
| Bolivie       | 18,7        |       |       |         | 18,7   |
| États-Unis    | 16,6        | 17,9  |       | 4,8     | 39,3   |
| Asie          | 45,3        | 920,5 | 221,5 | 3       | 1190,3 |
| Azerbaïdjan   |             | 2,3   |       |         | 2,3    |
| Bangladesh    |             | 11,7  |       |         | 11,7   |
| Chine         | 39,8        | 787,3 | 221,5 | 0,6     | 1049,2 |
| Corée du Sud  |             | 24,5  |       |         | 24,5   |
| Inde          |             | 66,1  |       |         | 66,1   |
| Kazakhstan    |             | 3,1   |       |         | 3,1    |
| Quatar        | 5,5         |       |       |         | 5,5    |
| Singapour     |             | 13,2  |       |         | 13,2   |
| Sri Lanka     |             | 12,3  |       |         | 12,3   |
| Taiwan        |             |       |       | 2,4     | 2,4    |
| Europe        | 18,8        | 46,9  | 51    | 95      | 211,7  |
| Allemagne     |             |       |       | 1,1     | 1,1    |
| Danemark      |             |       |       | 14,5    | 14,5   |
| Espagne       |             |       |       | 31,3    | 31,3   |
| Finlande      |             | 7     |       | 1,2     | 8,2    |
| France        | 18,8        | 17,6  |       | 0,6     | 37     |
| Grèce         |             | 3,6   |       |         | 3,6    |
| Italie        |             | 5,3   |       |         | 5,3    |
| Luxembourg    |             |       |       | 1,4     | 1,4    |
| Norvège       |             |       |       | 8       | 8      |
| Pologne       |             | 6     |       | 6,3     | 12,3   |
| Royaume-Uni   |             |       | 27    | 1,1     | 28,1   |
| Russie        |             |       |       | 11      | 11     |
| Suisse        |             |       |       | 9,7     | 9,7    |
| Tchéquie      |             |       |       | 3,1     | 3,1    |
| Turquie       |             | 7,4   | 24    | 8,2     | 39,6   |
| Océanie       |             |       | 6,5   |         | 6,5    |
| Australie     |             |       | 6,5   |         | 6,5    |
| Total général | 99,4        | 989,3 | 344,5 | 122,8   | 1556   |